# UHD Alliance
UHD Alliance è un consorzio nato dalla collaborazione di molte imprese con lo scopo di sviluppare il supporto e la tecnologia Ultra HD, crearne formati standard e promuovere opportunità di commercializzazione.
Tale consorzio è nato in occasione del CES 2015 ed è formato dai seguenti marchi: DirectTV, Dolby, LG, Netflix, Panasonic, Samsung, Sharp, Sony, Technicolor, 20th Century Fox, Walt Disney e Warner Bros. .
Durante il CES 2016 il consorzio ha comunicato le specifiche tecniche minime che ogni televisore con risoluzione 3840 × 2160 pixel, sia LCD che OLED, dovrà rispettare per far godere appieno di tutto ciò che offre la tecnologia Ultra HD. Queste le specifiche:
- riproduzione del colore a 10 bit
- compatibilità con lo spazio dei colori BT.2020
- copertura superiore al 90% dello spazio dei colori DCI-P3
- compatibilità con la funzione di trasferimento HDR SMPTE ST2084
- per gli LCD luminosità massima maggiore di 1000 cd/m² e livello del nero inferiore a 0,05 cd/m²
- per gli OLED luminosità di picco di 540 cd/m² e livello del nero inferiore a 0,0005 cd/m².

Tutti i televisori che risulteranno rispettarle riceveranno la certificazione "Ultra HD Premium", appositamente creata dal consorzio per identificare tali televisori .